# District de Muzaffarnagar
Le district de Muzaffarnagar (en hindi : मुज़फ़्फ़रनगर ज़िला, en ourdou : مُظفٌر نگر ضلع) est un district de l'État de l'Uttar Pradesh en Inde.

## Géographie
Son chef-lieu est la ville de Muzaffarnagar. 
La superficie du district est de 4 008 km2 et la population au recensement de 2011 s'élève à 4 143 512 habitants.
Le taux d'alphabétisation est de 61,68 %.